# Soggy Bottom Boys
Soggy Bottom Boys er en fiktiv musikgruppe, der optræder i Coen-brødrenes film O Brother, Where Art Thou? fra 2000, bl.a. med en coverversion af Dick Burnetts “Man of Constant Sorrow”.
| Musikgruppe | Spire Denne artikel om en amerikansk musikgruppe er en spire som bør udbygges. Du er velkommen til at hjælpe Wikipedia ved at udvide den. |